# Stereografische projectie

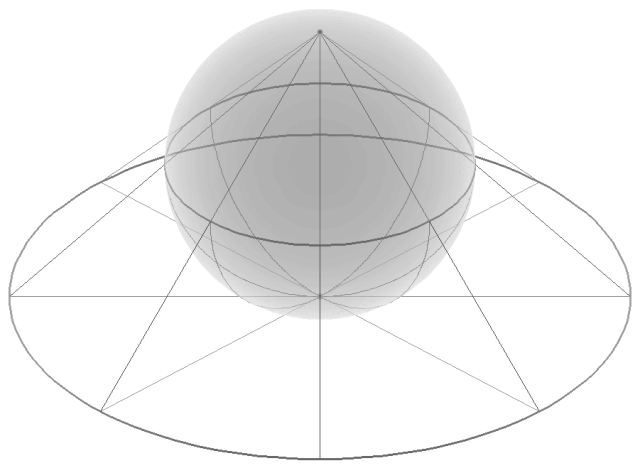
Verbeelding van een stereografische projectie.

Een stereografische projectie is een afbeelding van een boloppervlak op een plat vlak, cilinder of kegel waarbij de projectielijnen worden getrokken vanuit een punt op de bol diametraal tegenover het projectievlak. Soms wordt het projectievlak zodanig gekozen dat het de bol niet raakt maar snijdt, met als doel de oppervlakvervormingen aan de randen te beperken.
Voorbeelden:
- Hoekgetrouwe azimutale projectie
- Stereografische cilinderprojectie
- Stereografische kegelprojectie